# Gonomyia dipterophora
Gonomyia dipterophora là một loài ruồi trong họ Limoniidae. Chúng phân bố ở miền Australasia.